# 알차이

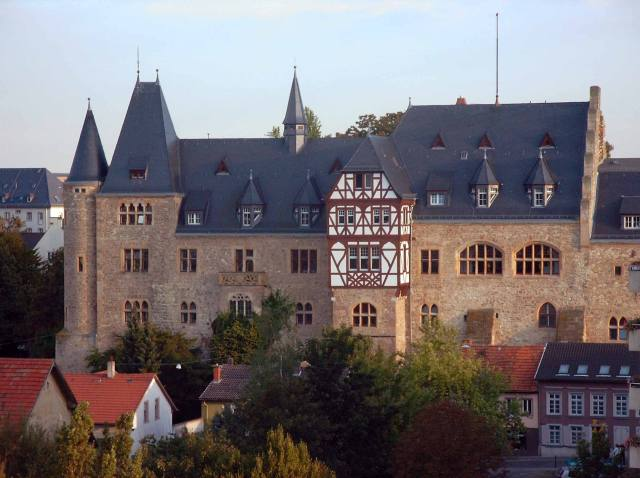
알차이 성

알차이(독일어: Alzey)는 독일 라인란트팔츠 주 알차이보름스 군에 위치한 도시이다. 인구는 2018년 기준 18,535명이다.